# Prêmio Cinematográfico de Hong Kong para Melhor Diretor
O Prêmio Cinematográfico de Hong Kong para Melhor Diretor é uma premiação apresentada anualmente pelos Prêmios Cinematográficos de Hong Kong (PCHK). Este dá a honra ao melhor diretor num filme de Hong Kong. A 1.ª Cerimônia Anual dos Prêmios Cinematográficos de Hong Kong aconteceu em 1982, e sem nenhuma nomeação formal desde o seu estabelecimento; o prêmio foi dado a Allen Fong pela sua direção no filme Father and Son. Após a sua primeira cerimônia de, o sistema de nomeações na qual há apenas cinco nomeações foi feita para cada categoria de premiação e cada entrada é selecionada através de duas rondas de voto.
A partir da 2.ª Cerimônia Anual dos Prêmios Cinematográficos de Hong Kong (1983), eles tiveram cinco, algumas vezes seis, nomeações pela categoria de Melhor Diretor da qual um diretor é escolhido como vencedor do Prêmio Cinematográfico de Hong Kong para Melhor Diretor. A mais recente premiação em conjunto na  36.ª Cerimônia Anual dos Prêmios Cinematográficos de Hong Kong para os três diretores do filme Trivisa; Frank Hui, Jevons Au e Vicky Wong. Os diretores com mais prêmios nessa categoria são Ann Hui com cinco vitórias, seguido por Allen Fong e Johnnie To por 3 vezes seguidas.

## Vencedores e nomeados

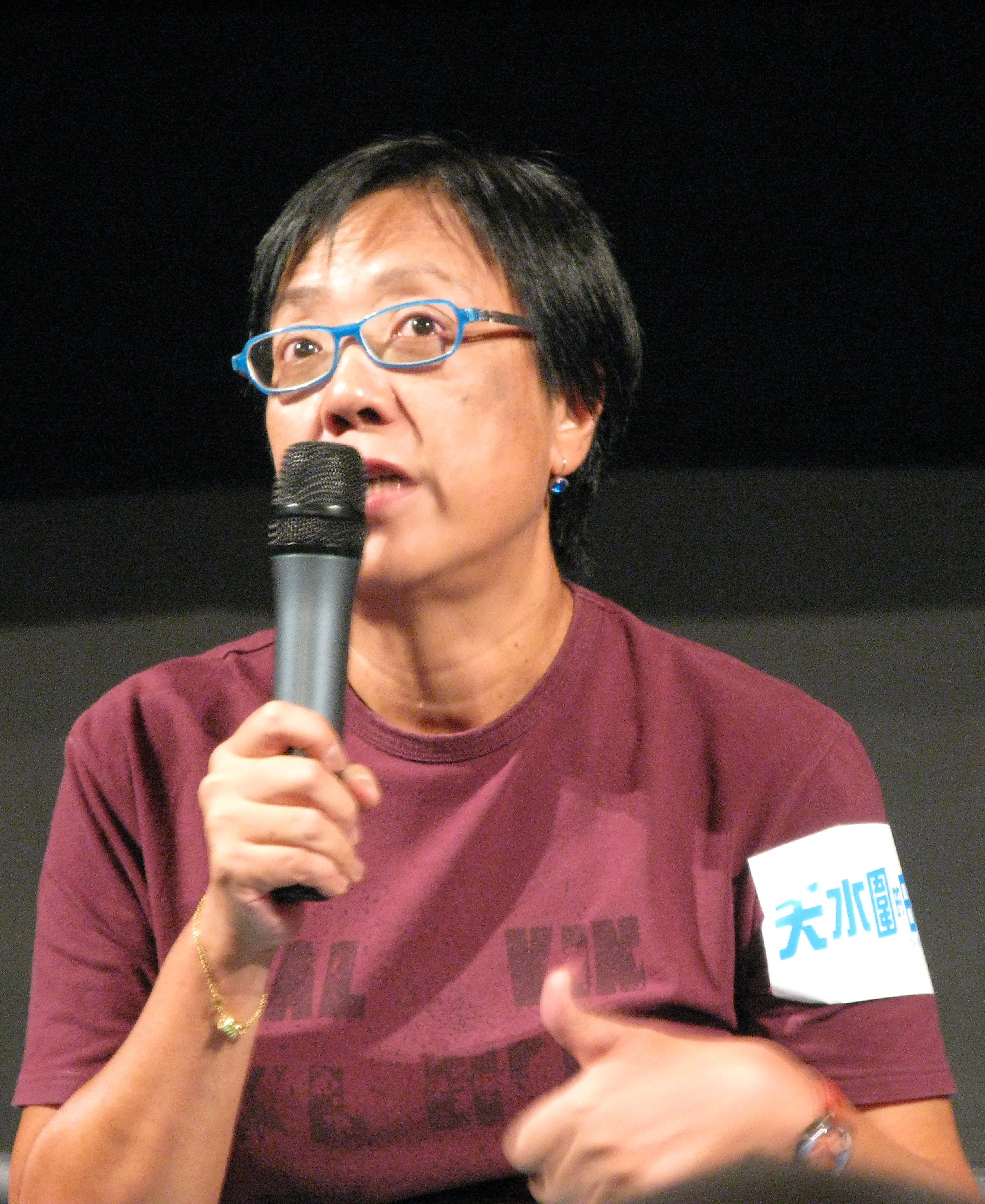
Ann Hui venceu o prêmio 5 vezes com 12 nomeações.

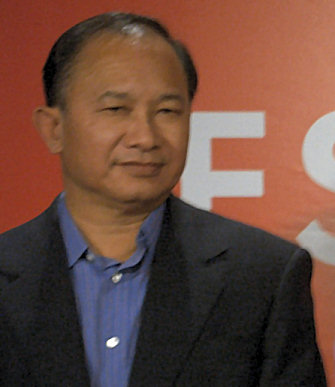
John Woo venceu em 1990 pelo gilme The Killer.

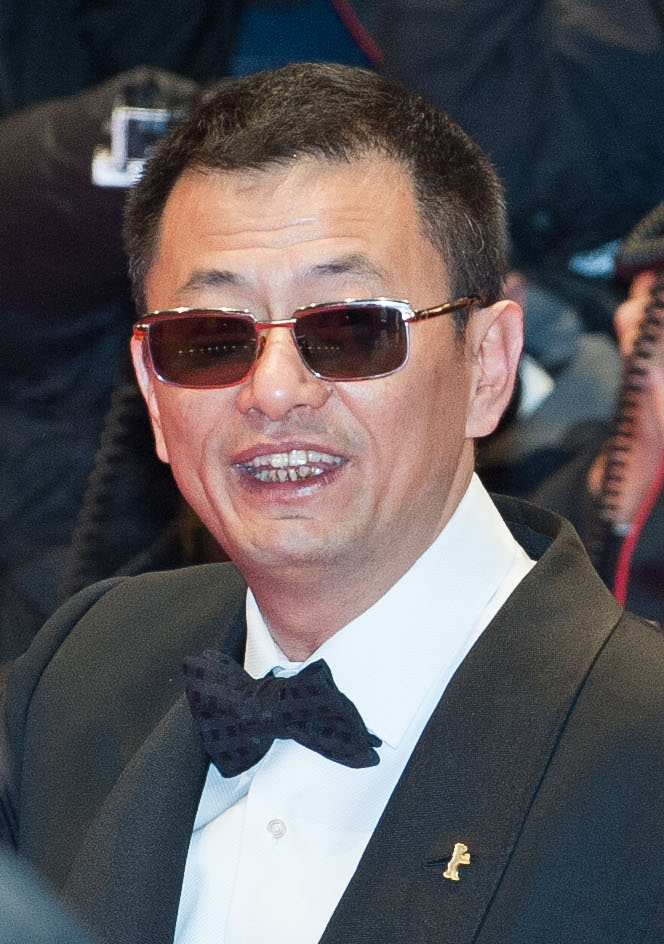
Wong Kar-wai venceu em 1991 pelo filme Days of Being Wild, 1995 pelo filme Chungking Express e em 2014 por The Grandmaster.

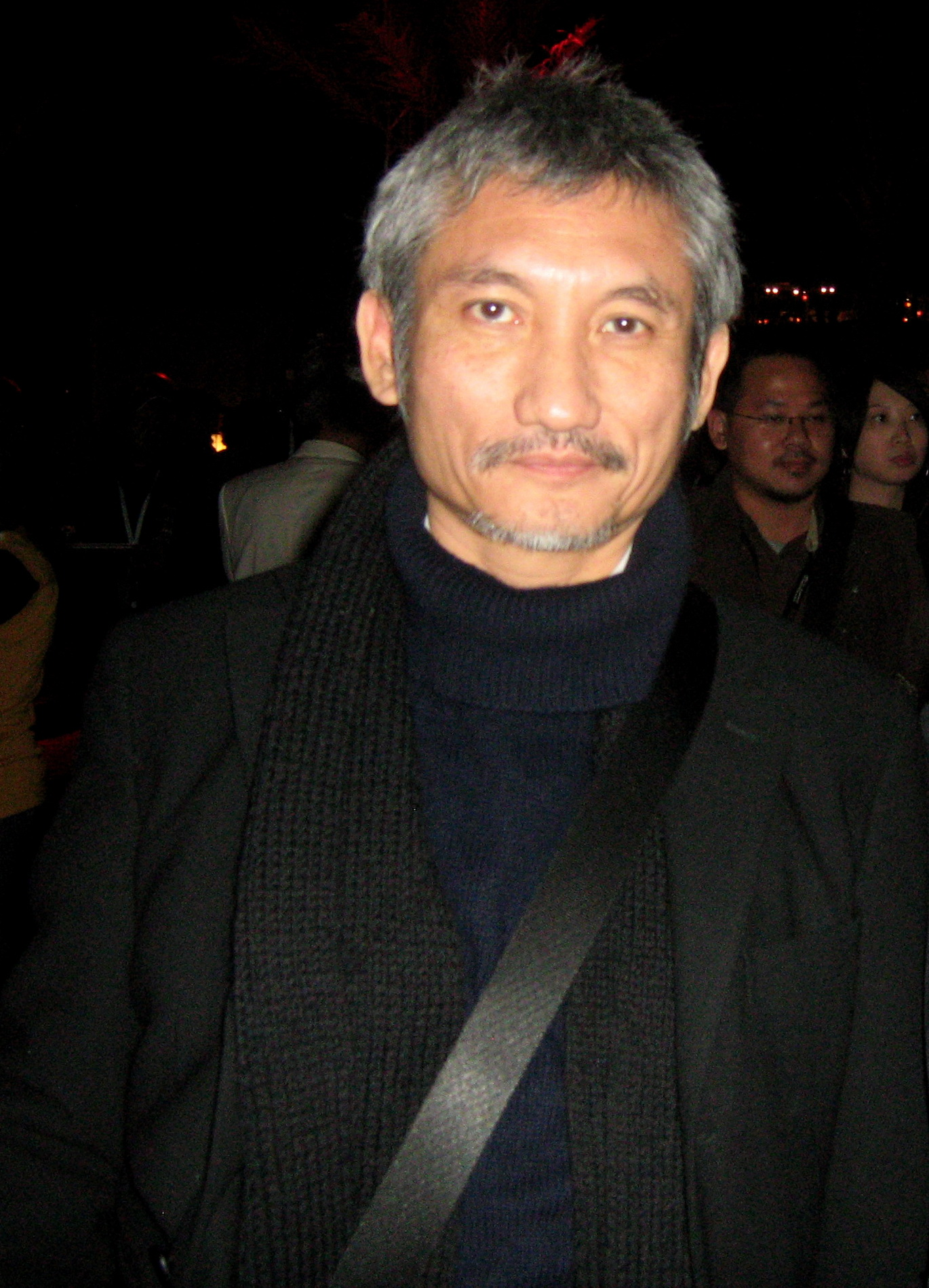
Tsui Hark venceu pelos filmes Shanghai Blues, Detective Dee and the Mystery of the Phantom Flame e The Taking of Tiger Mountain.

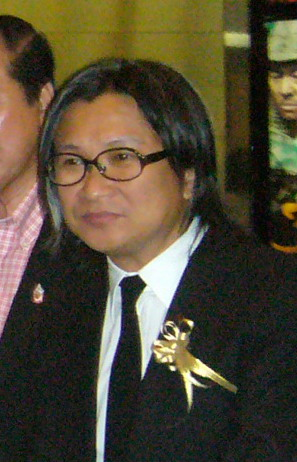
Peter Chan venceu em 2008 pelo filme The Warlords.

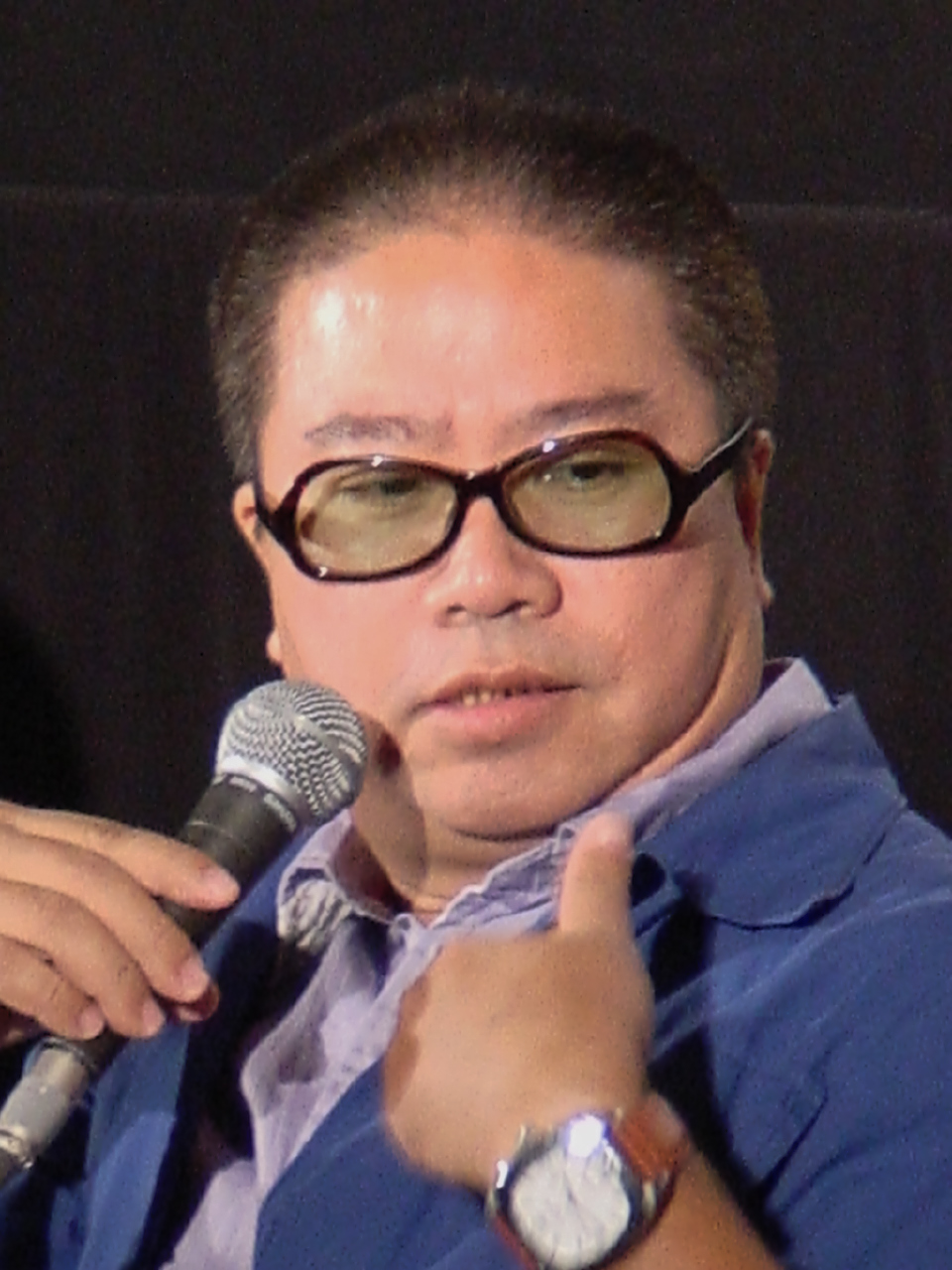
Fruit Chan venceu em 1998 pelo filme de crime e drama Made in Hong Kong.

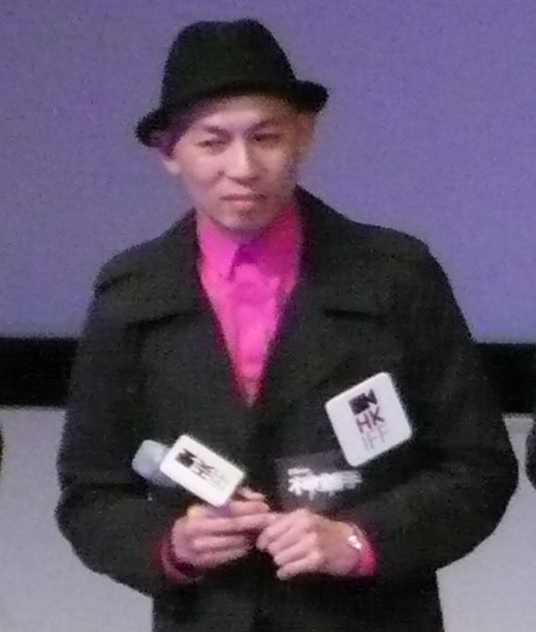
Dante Lam e Gordon Chan venceram juntos em 1999 pelo filme de crime e drama Beast Cops.

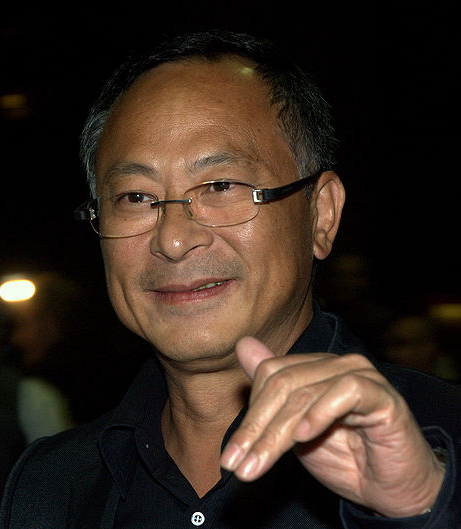
Johnnie To venceu 3 vezes com 17 nomeações.

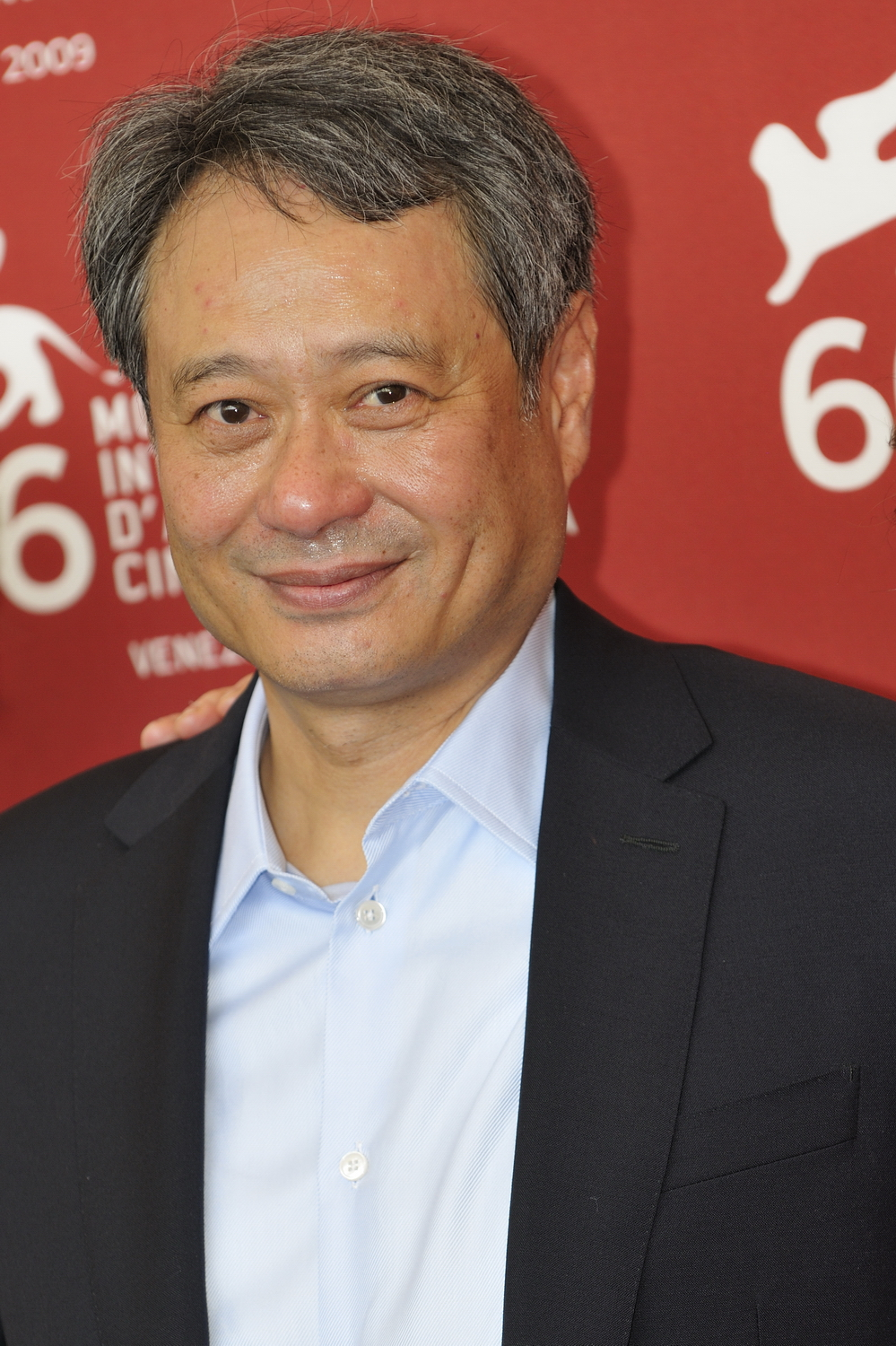
Ang Lee venceu em 2001 pelo filme Crouching Tiger, Hidden Dragon.

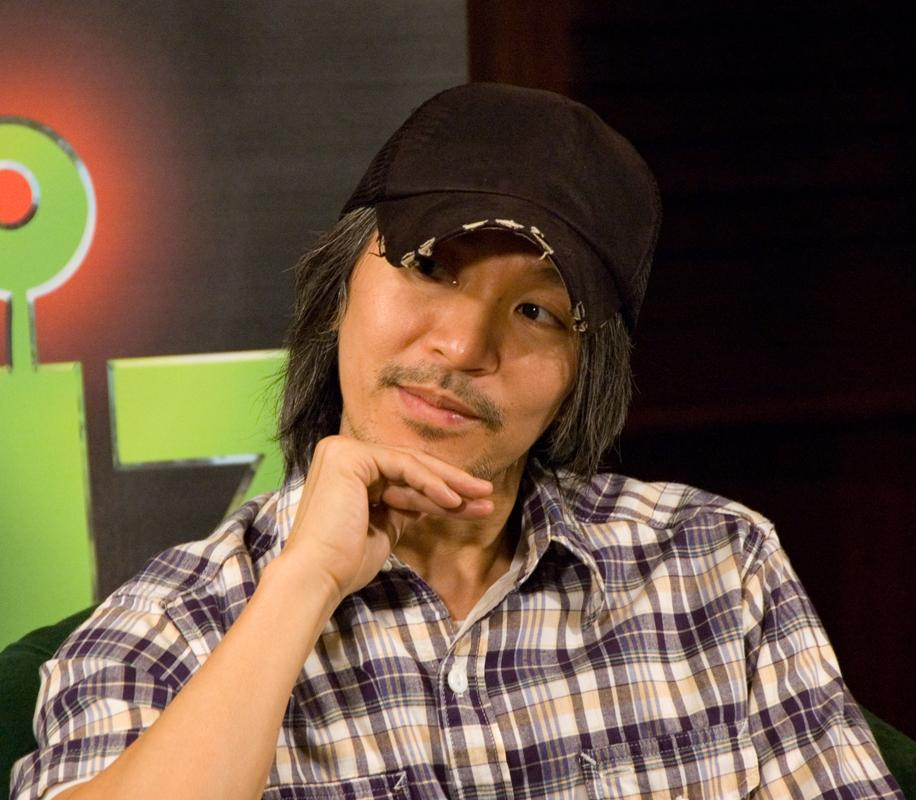
Stephen Chow venceu em 2002 pela comédia de artes marciais Shaolin Soccer.

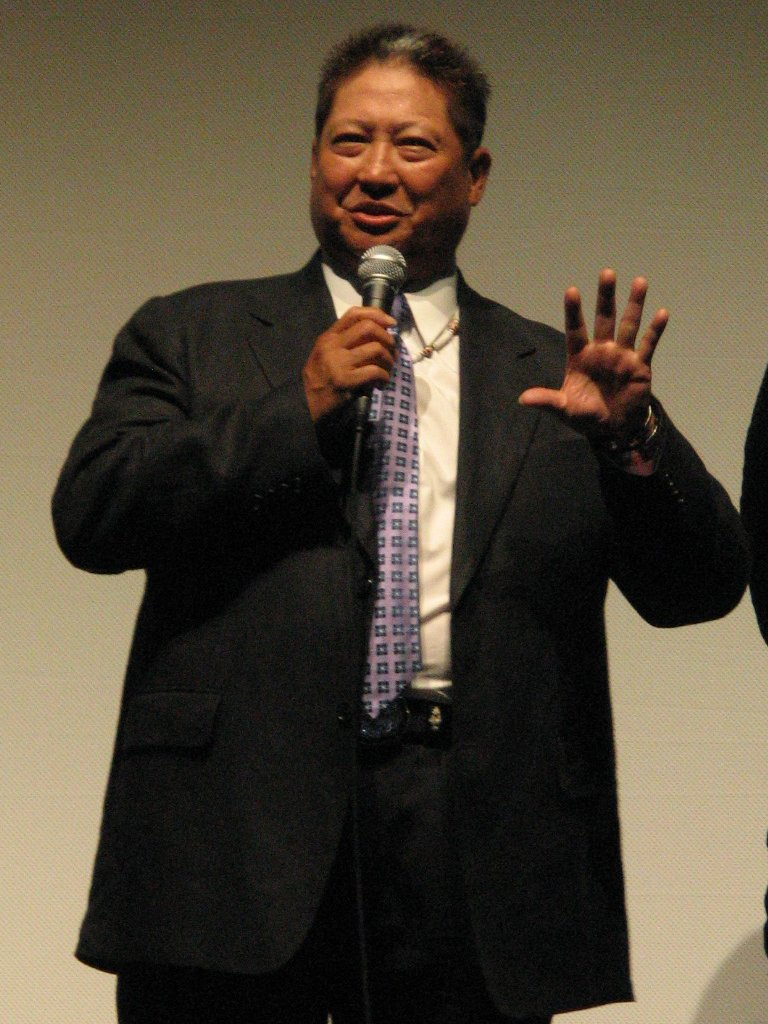
Sammo Hung teve nomeações pelo filme The Prodigal Son e Heart of Dragon.

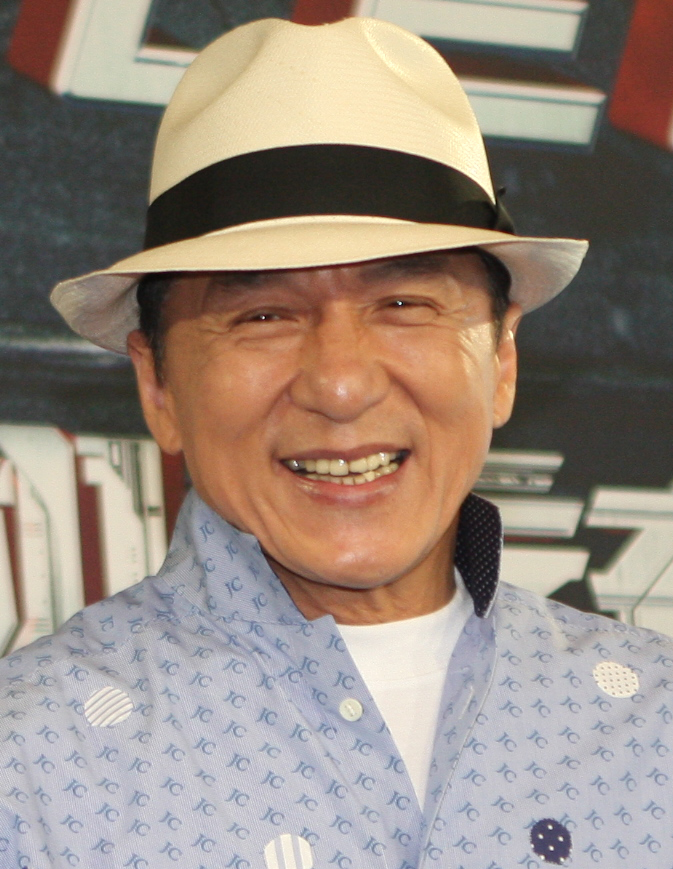
Jackie Chan foi nomeado em 1986 pelo filme Police Story.

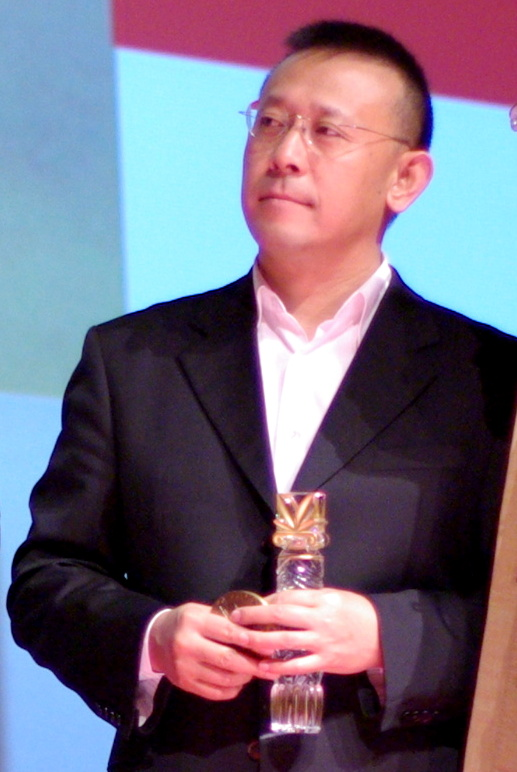
Jiang Wen foi nomeado em 2012 pelo filme Let the Bullets Fly.

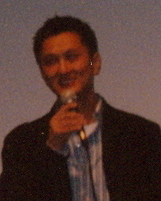
Wilson Yip foi nomeado três vezes.

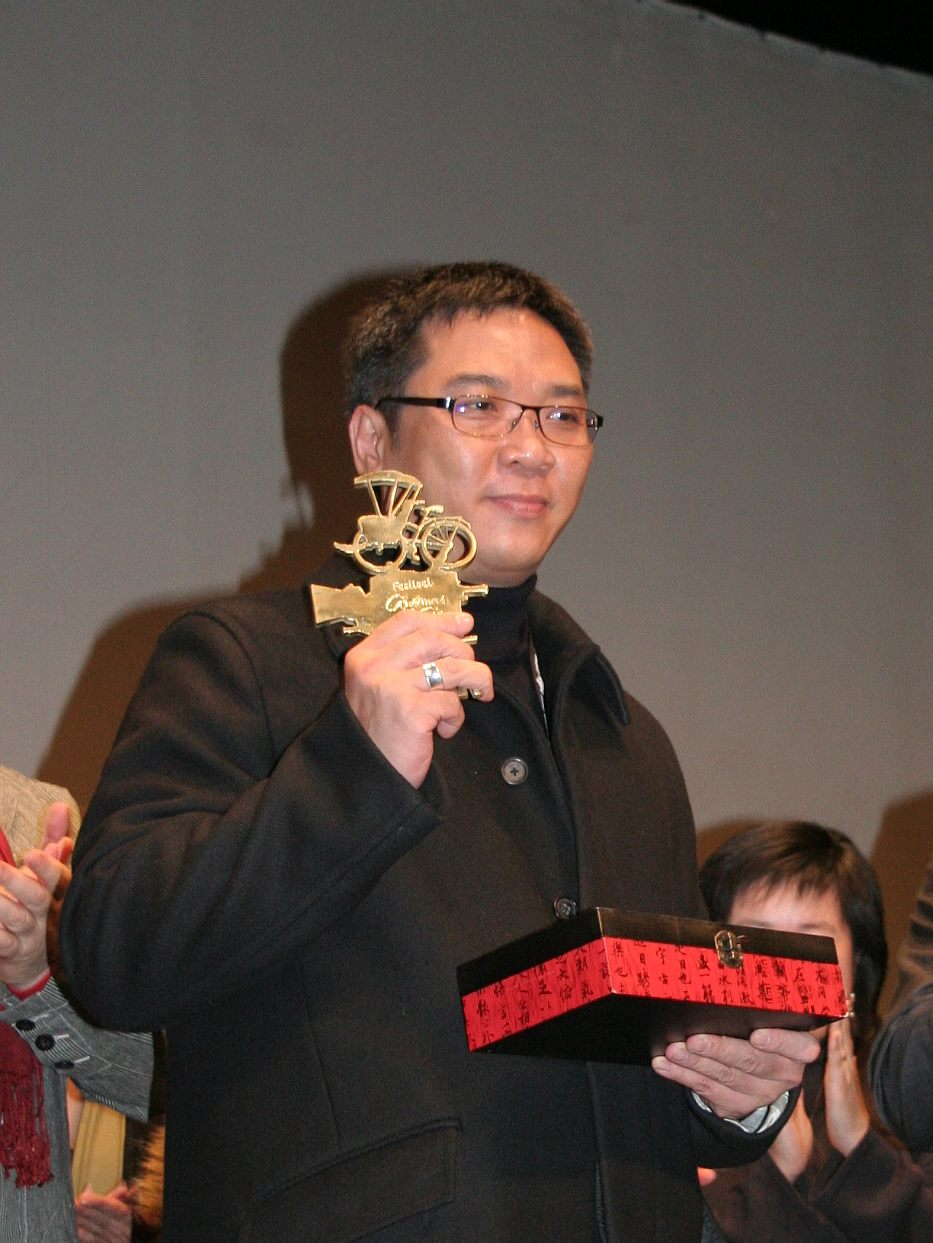
Stanley Kwan foi nomeado seis vezes.

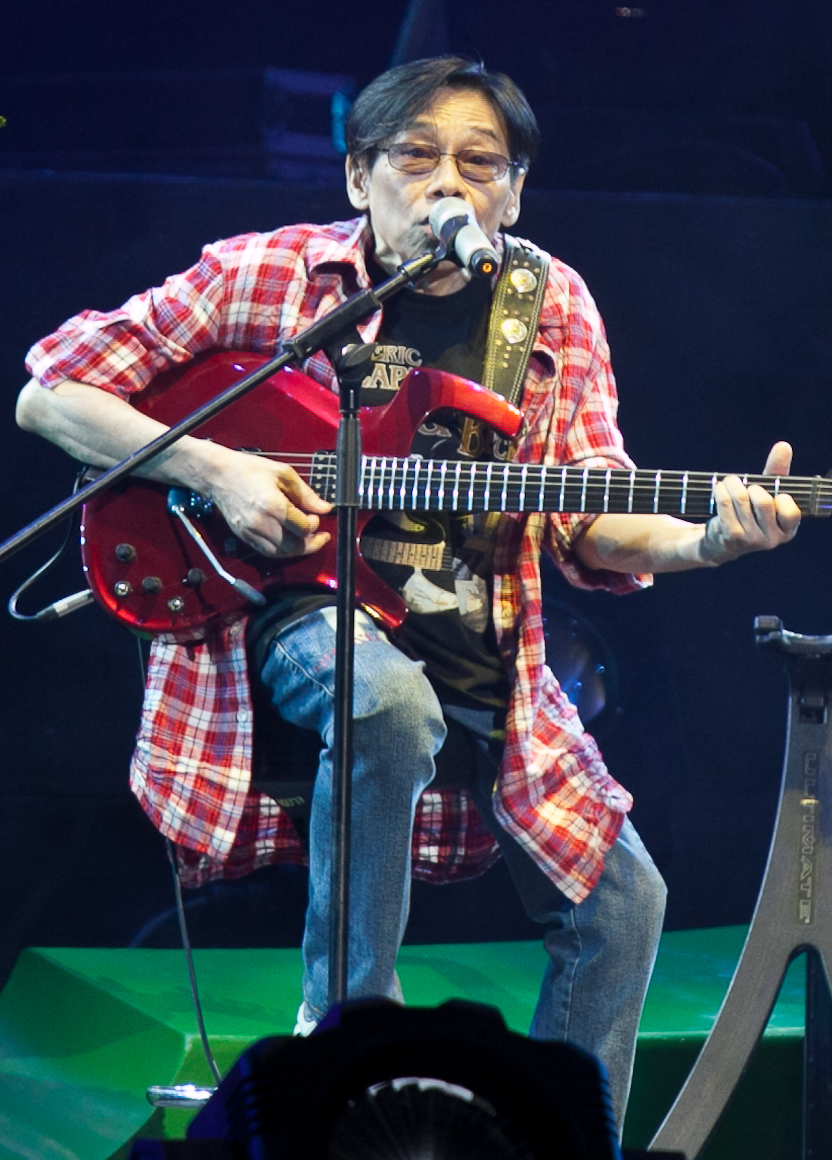
Teddy Robin foi nomeado em 1984.

| ‡ | Indica o vencedor |

| Ano         | Diretores                         | Filme                                              | Ref.   |
| ----------- | --------------------------------- | -------------------------------------------------- | ------ |
| 1981 (1.ª)  | Allen Fong                        | Father and Son                                     | [ 2 ]  |
| 1982 (2.ª)  | Ann Hui                           | Boat People                                        | [ 3 ]  |
| 1982 (2.ª)  | David Lai                         | Lonely Fifteen                                     | [ 3 ]  |
| 1982 (2.ª)  | Sammo Hung                        | The Prodigal Son                                   | [ 3 ]  |
| 1982 (2.ª)  | Choi Gai-Kwong                    | Teenage Dreamers                                   | [ 3 ]  |
| 1982 (2.ª)  | Patrick Tam                       | Nomad                                              | [ 3 ]  |
| 1983 (3.ª)  | Allen Fong                        | Ah Ying                                            | [ 4 ]  |
| 1983 (3.ª)  | Li Han-Xiang                      | Burning of the Imperial Palace                     | [ 4 ]  |
| 1983 (3.ª)  | Wu Ma                             | The Dead and the Deadly                            | [ 4 ]  |
| 1983 (3.ª)  | Teddy Robin                       | All the Wrong Spies                                | [ 4 ]  |
| 1983 (3.ª)  | Kirk Wong                         | Health Warning                                     | [ 4 ]  |
| 1984 (4.ª)  | Yim Ho                            | Homecoming                                         | [ 5 ]  |
| 1984 (4.ª)  | Tsui Hark                         | Shanghai Blues                                     | [ 5 ]  |
| 1984 (4.ª)  | Johnny Mak                        | Long Arm of the Law                                | [ 5 ]  |
| 1984 (4.ª)  | Po-Chih Leong                     | Hong Kong 1941                                     | [ 5 ]  |
| 1984 (4.ª)  | Danny Lee Sau-Yin                 | Law with Two Phases                                | [ 5 ]  |
| 1985 (5.ª)  | Mabel Cheung                      | Illegal Immigrant                                  | [ 6 ]  |
| 1985 (5.ª)  | Stanley Kwan                      | Women                                              | [ 6 ]  |
| 1985 (5.ª)  | Ricky Lau                         | Mr. Vampire                                        | [ 6 ]  |
| 1985 (5.ª)  | Sammo Hung                        | Heart of Dragon                                    | [ 6 ]  |
| 1985 (5.ª)  | Jackie Chan                       | Police Story                                       | [ 6 ]  |
| 1986 (6.ª)  | Allen Fong                        | Just Like Weather                                  | [ 7 ]  |
| 1986 (6.ª)  | Stephen Shin                      | Brotherhood                                        | [ 7 ]  |
| 1986 (6.ª)  | John Woo                          | A Better Tomorrow                                  | [ 7 ]  |
| 1986 (6.ª)  | Derek Yee                         | The Lunatics                                       | [ 7 ]  |
| 1986 (6.ª)  | Li Han-Xiang                      | The Last Emperor                                   | [ 7 ]  |
| 1986 (6.ª)  | Stanley Kwan                      | Love Unto Waste                                    | [ 7 ]  |
| 1987 (7.ª)  | Ringo Lam                         | City on Fire                                       | [ 8 ]  |
| 1987 (7.ª)  | Ching Siu-tung                    | A Chinese Ghost Story                              | [ 8 ]  |
| 1987 (7.ª)  | Mabel Cheung]                     | An Autumn's Tale                                   | [ 8 ]  |
| 1987 (7.ª)  | Ringo Lam                         | Prison on Fire                                     | [ 8 ]  |
| 1987 (7.ª)  | Ann Hui                           | The Romance of Book & Sword                        | [ 8 ]  |
| 1987 (7.ª)  | Patrick Tam                       | Final Victory                                      | [ 8 ]  |
| 1988 (8.ª)  | Stanley Kwan                      | Rouge                                              | [ 9 ]  |
| 1988 (8.ª)  | Lawrence Ah Mon                   | Gangs                                              | [ 9 ]  |
| 1988 (8.ª)  | Alex Law                          | Painted Faces                                      | [ 9 ]  |
| 1988 (8.ª)  | Wong Kar-wai                      | As Tears Go By                                     | [ 9 ]  |
| 1988 (8.ª)  | Jacob Cheung                      | Last Eunuch in China                               | [ 9 ]  |
| 1989 (9.ª)  | John Woo                          | The Killer                                         | [ 10 ] |
| 1989 (9.ª)  | Johnnie To                        | All About Ah-Long                                  | [ 10 ] |
| 1989 (9.ª)  | Jacob Cheung                      | Beyond the Sunset                                  | [ 10 ] |
| 1989 (9.ª)  | Anthony Chan Yau                  | A Fishy Story                                      | [ 10 ] |
| 1989 (9.ª)  | Mabel Cheung                      | Eight Taels of Gold                                | [ 10 ] |
| 1990 (10.ª) | Wong Kar-wai                      | Days of Being Wild                                 | [ 11 ] |
| 1990 (10.ª) | John Woo                          | Bullet in the Head                                 | [ 11 ] |
| 1990 (10.ª) | Ann Hui                           | Song of the Exile                                  | [ 11 ] |
| 1990 (10.ª) | Yim Ho                            | Red Dust                                           | [ 11 ] |
| 1990 (10.ª) | Clara Law                         | Farewell China                                     | [ 11 ] |
| 1991 (11.ª) | Tsui Hark                         | Once Upon a Time in China                          | [ 12 ] |
| 1991 (11.ª) | John Woo                          | Once a Thief                                       | [ 12 ] |
| 1991 (11.ª) | Gordon Chan                       | Fight Back to School                               | [ 12 ] |
| 1991 (11.ª) | Lawrence Ah Mon                   | Lee Rock                                           | [ 12 ] |
| 1991 (11.ª) | Poon Man-Kit                      | To Be Number One                                   | [ 12 ] |
| 1992 (12.ª) | Jacob Cheung                      | Cageman                                            | [ 13 ] |
| 1992 (12.ª) | Jeffrey Lau                       | 92 Legendary La Rose Noire                         | [ 13 ] |
| 1992 (12.ª) | Gordon Chan                       | King of Beggars                                    | [ 13 ] |
| 1992 (12.ª) | Tsui Hark                         | Once Upon a Time in China II                       | [ 13 ] |
| 1992 (12.ª) | Stanley Kwan                      | Center Stage                                       | [ 13 ] |
| 1993 (13.ª) | Derek Yee                         | C'est la vie, mon chéri                            | [ 14 ] |
| 1993 (13.ª) | Kirk Wong                         | Crime Story                                        | [ 14 ] |
| 1993 (13.ª) | Cha Yuen-Yee                      | Legal Innocence                                    | [ 14 ] |
| 1993 (13.ª) | Peter Chan Lee Chi-Ngai           | Tom, Dick and Hairy                                | [ 14 ] |
| 1993 (13.ª) | Clara Law                         | Temptation of a Monk                               | [ 14 ] |
| 1994 (14.ª) | Wong Kar-wai                      | Chungking Express                                  | [ 15 ] |
| 1994 (14.ª) | Wong Kar-wai                      | Ashes of Time                                      | [ 15 ] |
| 1994 (14.ª) | Peter Chan                        | He's a Woman, She's a Man                          | [ 15 ] |
| 1994 (14.ª) | Tsui Hark                         | The Lovers                                         | [ 15 ] |
| 1994 (14.ª) | Gordon Chan                       | The Final Option                                   | [ 15 ] |
| 1995 (15.ª) | Ann Hui                           | Summer Snow                                        | [ 16 ] |
| 1995 (15.ª) | Derek Yee                         | Full Throttle                                      | [ 16 ] |
| 1995 (15.ª) | Wong Kar-wai                      | Fallen Angels                                      | [ 16 ] |
| 1995 (15.ª) | Yim Ho                            | The Day the Sun Turned Cold                        | [ 16 ] |
| 1995 (15.ª) | Johnnie To                        | Loving You                                         | [ 16 ] |
| 1996 (16.ª) | Peter Chan                        | Tian mi mi                                         | [ 17 ] |
| 1996 (16.ª) | Derek Chiu                        | The Log                                            | [ 17 ] |
| 1996 (16.ª) | Derek Yee Lau Chi-Leung           | Viva Erotica                                       | [ 17 ] |
| 1996 (16.ª) | Shu Kei                           | Hu Du Men                                          | [ 17 ] |
| 1996 (16.ª) | Benny Chan                        | Big Bullet                                         | [ 17 ] |
| 1997 (17.ª) | Fruit Chan                        | Made in Hong Kong                                  | [ 18 ] |
| 1997 (17.ª) | Wong Kar-wai                      | Happy Together                                     | [ 18 ] |
| 1997 (17.ª) | Ringo Lam                         | Full Alert                                         | [ 18 ] |
| 1997 (17.ª) | Mabel Cheung                      | The Soong Sisters                                  | [ 18 ] |
| 1997 (17.ª) | Johnnie To                        | Lifeline                                           | [ 18 ] |
| 1998 (18.ª) | Gordon Chan Dante Lam             | Beast Cops                                         | [ 19 ] |
| 1998 (18.ª) | Stanley Kwan                      | Hold You Tight                                     | [ 19 ] |
| 1998 (18.ª) | Fruit Chan                        | The Longest Summer                                 | [ 19 ] |
| 1998 (18.ª) | Mabel Cheung                      | City of Glass                                      | [ 19 ] |
| 1998 (18.ª) | Patrick Yau                       | The Longest Nite                                   | [ 19 ] |
| 1999 (19.ª) | Johnnie To                        | The Mission                                        | [ 20 ] |
| 1999 (19.ª) | Sylvia Chang                      | Tempting Heart                                     | [ 20 ] |
| 1999 (19.ª) | Ann Hui                           | Ordinary Heroes                                    | [ 20 ] |
| 1999 (19.ª) | Ringo Lam                         | The Victim                                         | [ 20 ] |
| 1999 (19.ª) | Johnnie To                        | Running Out of Time                                | [ 20 ] |
| 2000 (20.ª) | Ang Lee                           | Crouching Tiger, Hidden Dragon                     | [ 21 ] |
| 2000 (20.ª) | Wong Kar-wai                      | In the Mood for Love                               | [ 21 ] |
| 2000 (20.ª) | Fruit Chan                        | Durian, Durian                                     | [ 21 ] |
| 2000 (20.ª) | Johnnie To Wai Ka-Fai             | Needing You...                                     | [ 21 ] |
| 2000 (20.ª) | Wilson Yip                        | Juliet in Love                                     | [ 21 ] |
| 2001 (21.ª) | Stephen Chow                      | Shaolin Soccer                                     | [ 22 ] |
| 2001 (21.ª) | Ann Hui                           | July Rhapsody                                      | [ 22 ] |
| 2001 (21.ª) | Stanley Kwan                      | Lan Yu                                             | [ 22 ] |
| 2001 (21.ª) | Johnnie To Wai Ka-Fai             | Love on a Diet                                     | [ 22 ] |
| 2001 (21.ª) | Ann Hui                           | Visible Secret                                     | [ 22 ] |
| 2002 (22.ª) | Andrew Lau Alan Mak               | Infernal Affairs                                   | [ 23 ] |
| 2002 (22.ª) | Law Chi-Leung                     | Inner Senses                                       | [ 23 ] |
| 2002 (22.ª) | Peter Chan                        | Three: Going Home                                  | [ 23 ] |
| 2002 (22.ª) | Fruit Chan                        | Hollywood Hong Kong                                | [ 23 ] |
| 2002 (22.ª) | Zhang Yimou                       | Hero                                               | [ 23 ] |
| 2003 (23.ª) | Johnnie To                        | PTU                                                | [ 24 ] |
| 2003 (23.ª) | Johnnie To Wai Ka-Fai             | Running on Karma                                   | [ 24 ] |
| 2003 (23.ª) | Derek Yee                         | Lost in Time                                       | [ 24 ] |
| 2003 (23.ª) | Andrew Lau Alan Mak               | Infernal Affairs II                                | [ 24 ] |
| 2003 (23.ª) | Benny Chan Muk-Sing               | Heroic Duo                                         | [ 24 ] |
| 2004 (24.ª) | Derek Yee                         | One Nite in Mongkok                                | [ 25 ] |
| 2004 (24.ª) | Wong Kar-wai                      | 2046                                               | [ 25 ] |
| 2004 (24.ª) | Stephen Chow                      | Kung Fu Hustle                                     | [ 25 ] |
| 2004 (24.ª) | Benny Chan Muk-Sing               | New Police Story                                   | [ 25 ] |
| 2004 (24.ª) | Johnnie To                        | Breaking News                                      | [ 25 ] |
| 2005 (25.ª) | Johnnie To                        | Election                                           | [ 26 ] |
| 2005 (25.ª) | Derek Yee                         | 2 Young                                            | [ 26 ] |
| 2005 (25.ª) | Andrew Lau Alan Mak               | Initial D                                          | [ 26 ] |
| 2005 (25.ª) | Peter Chan                        | Perhaps Love                                       | [ 26 ] |
| 2005 (25.ª) | Tsui Hark                         | Seven Swords                                       | [ 26 ] |
| 2006 (26.ª) | Patrick Tam Kar-Ming              | After This Our Exile                               | [ 27 ] |
| 2006 (26.ª) | Jacob Cheung                      | Battle of Wits                                     | [ 27 ] |
| 2006 (26.ª) | Johnnie To                        | Election 2                                         | [ 27 ] |
| 2006 (26.ª) | Johnnie To                        | Exiled                                             | [ 27 ] |
| 2006 (26.ª) | Zhang Yimou                       | Curse of the Golden Flower                         | [ 27 ] |
| 2007 (27.ª) | Peter Chan                        | The Warlords                                       | [ 28 ] |
| 2007 (27.ª) | Ann Hui                           | The Postmodern Life of My Aunt                     | [ 28 ] |
| 2007 (27.ª) | Yau Nai-Hoi                       | Eye in the Sky                                     | [ 28 ] |
| 2007 (27.ª) | Johnnie To Wai Ka-Fai             | Mad Detective                                      | [ 28 ] |
| 2007 (27.ª) | Derek Yee                         | Protégé                                            | [ 28 ] |
| 2008 (28.ª) | Ann Hui                           | The Way We Are                                     | [ 29 ] |
| 2008 (28.ª) | Benny Chan                        | Connected                                          | [ 29 ] |
| 2008 (28.ª) | John Woo                          | Red Cliff                                          | [ 29 ] |
| 2008 (28.ª) | Johnnie To                        | Sparrow                                            | [ 29 ] |
| 2008 (28.ª) | Wilson Yip                        | Ip Man                                             | [ 29 ] |
| 2009 (29.ª) | Teddy Chan                        | Shi yue wei cheng                                  | [ 30 ] |
| 2009 (29.ª) | Ann Hui                           | Night and Fog                                      | [ 30 ] |
| 2009 (29.ª) | John Woo                          | Red Cliff II                                       | [ 30 ] |
| 2009 (29.ª) | Derek Yee                         | Shinjuku Incident                                  | [ 30 ] |
| 2009 (29.ª) | Alan Mak Felix Chong              | Overheard                                          | [ 30 ] |
| 2010 (30.ª) | Tsui Hark                         | Detective Dee and the Mystery of the Phantom Flame | [ 31 ] |
| 2010 (30.ª) | Derek Kwok Clement Cheng          | Gallants                                           | [ 31 ] |
| 2010 (30.ª) | Wilson Yip                        | O Grande Mestre 2                                  | [ 31 ] |
| 2010 (30.ª) | Su Chao-pin                       | Reign of Assassins                                 | [ 31 ] |
| 2010 (30.ª) | Dante Lam                         | The Stool Pigeon                                   | [ 31 ] |
| 2011 (31.ª) | Ann Hui                           | A Simple Life                                      | [ 32 ] |
| 2011 (31.ª) | Johnnie To                        | Life without Principle                             | [ 32 ] |
| 2011 (31.ª) | Tsui Hark                         | Flying Swords of Dragon Gate                       | [ 32 ] |
| 2011 (31.ª) | Alan Mak Felix Chong              | Overheard 2                                        | [ 32 ] |
| 2011 (31.ª) | Jiang Wen                         | Let the Bullets Fly                                | [ 32 ] |
| 2012 (32.ª) | Longman Leung Sunny Luk Kim Ching | Cold War                                           | [ 33 ] |
| 2012 (32.ª) | Cheang Pou-soi                    | Motorway                                           | [ 33 ] |
| 2012 (32.ª) | Pang Ho-cheung                    | Love In The Buff                                   | [ 33 ] |
| 2012 (32.ª) | Lo Chi Leung                      | The Bullet Vanishes                                | [ 33 ] |
| 2012 (32.ª) | Dante Lam                         | The Viral Factor                                   | [ 33 ] |
| 2013 (33.ª) | Wong Kar Wai                      | The Grandmaster                                    | [ 34 ] |
| 2013 (33.ª) | Johnnie To                        | Drug War                                           | [ 34 ] |
| 2013 (33.ª) | Benny Chan                        | The White Storm                                    | [ 34 ] |
| 2013 (33.ª) | Derek Kwok                        | As The Light Goes Out                              | [ 34 ] |
| 2013 (33.ª) | Dante Lam                         | Unbeatable                                         | [ 34 ] |
| 2014 (34.ª) | Ann Hui                           | The Golden Era                                     | [ 35 ] |
| 2014 (34.ª) | Fruit Chan                        | The Midnight After                                 | [ 35 ] |
| 2014 (34.ª) | Peter Chan                        | Dearest                                            | [ 35 ] |
| 2014 (34.ª) | Dante Lam                         | That Demon Within                                  | [ 35 ] |
| 2014 (34.ª) | Alan Mak Felix Chong              | Overheard 3                                        | [ 35 ] |
| 2015 (35.ª) | Tsui Hark                         | The Taking Of Tiger Mountain                       | [ 36 ] |
| 2015 (35.ª) | Adrian Kwan Shun Fai              | Little Big Master                                  | [ 36 ] |
| 2015 (35.ª) | Derek Yee                         | I Am Somebody                                      | [ 36 ] |
| 2015 (35.ª) | Wilson Yip                        | O Grande Mestre 3                                  | [ 36 ] |
| 2015 (35.ª) | Philip Yung Tsz Kwong             | Port Of Call                                       | [ 36 ] |
| 2016 (36.ª) | Frank Hui, Jevons Au e Vicky Wong | Trivisa                                            | [ 37 ] |
| 2016 (36.ª) | Wong Chun                         | Mad World                                          | [ 37 ] |
| 2016 (36.ª) | Derek Tsang                       | Soul Mate                                          | [ 37 ] |
| 2016 (36.ª) | Johnnie To                        | Three                                              | [ 37 ] |
| 2016 (36.ª) | Stephen Chow                      | The Mermaid                                        | [ 37 ] |

## Ligações Externas
- Hong Kong Film Awards Official Site

Predefinição:PCHK para Melhor Diretor